# Agilent Technologies
Agilent Technologies, або Agilent — американська компанія, яка виробляє прилади для електронних та біо-аналітичних вимірювань та обладнання для вимірювання та оцінки. Штаб-квартира компанії знаходиться в Санта-Кларі, штат Каліфорнія, в Кремнієвій долині. Компанію засновано 1999 року шляхом виділення з фірми Hewlett-Packard підрозділу вимірювальної техніки.